# ألفرد مارتن
ألفرد مارتن (بالإنجليزية: Billy Martin) (و. 1928 – 1989 م) هو لاعب كرة قاعدة، وكاتب سيناريو أمريكي، ولد في بيركيلي، كاليفورنيا، مركز لعبه هو شورتستوب ‏، توفي في نيويورك، عن عمر يناهز 61 عاماً، بسبب حادث مرور.

## التعليم
تعلم في ثانوية بيركيلي ‏.

## وصلات خارجية
- ألفرد مارتن على موقع IMDb (الإنجليزية)
- ألفرد مارتن على موقع الموسوعة البريطانية (الإنجليزية)
- ألفرد مارتن على موقع إن إن دي بي (الإنجليزية)
- ألفرد مارتن على موقع قاعدة بيانات الفيلم (الإنجليزية)
- ألفرد مارتن على موقع دوري كرة القاعدة الرئيسي (الإنجليزية)
- ألفرد مارتن على موقعبيزبول رفرنس.كوم (الدوري الرئيسي) (الإنجليزية)
- ألفرد مارتن على موقعبيزبول رفرنس.كوم (الدوري الثانوي) (الإنجليزية)
- ألفرد مارتن على موقع إي إس بي إن.كوم (أم.أل.بي) (الإنجليزية)
- ألفرد مارتن على موقع مشجعي الرسوم البيانية (الإنجليزية)

- ألفرد مارتن في قاعدة بيانات الأفلام على الإنترنت